# Derek Hilland
Derek Hilland (* 10. května 1967 Dayton, Ohio, USA) je americký klávesista a zpěvák. Ve čtyřech letech začal hrát na klavír. V letech 1988–1992 a znovu 1993–1997 byl členem skupiny Iron Butterfly. Těsně před odchodem z Iron Butterfly s nimi natočil DVD Concert and Documentary – Europe 1997 (vyšlo až v roce 2009). V roce 1997 hrál na turné k albu Restless Heart se skupinou Whitesnake. V roce 1998 se stal členem doprovodné skupiny Ricka Springfielda.

## Diskografie
s Davidem Coverdalem
- Into the Light (2000)

s Rickem Springfieldem
- Shock/Denial/Anger/Acceptance (2004)[5]
- The Day After Yesterday (2005)
- Christmas with You (2007)
- Venus in Overdrive (2008)[6]